# Classificazione tedesca del vino
Il sistema di classificazione dei vini tedesco pone un forte accento sulla standardizzazione e sulla completezza fattuale ed è stato implementato per la prima volta dalla Legge Tedesca sul Vino del 1971.
Circa 200 produttori di vino sono stati organizzati dal 1910 nel Verband Deutscher Prädikats- und Qualitätsweingüter (VDP), mentre quasi tutti i vigneti della Germania sono delimitati e registrati in circa 2.600 Einzellagen ('località singole'; il prodotto di qualsiasi vigneto può essere utilizzato per produrre vino tedesco ad ogni livello di qualità, purché il peso del mosto dell'uva raggiunga il livello minimo designato.
Poiché l'attuale sistema tedesco non classifica i vigneti in base alla qualità,  l'unica misura della "qualità" del vino è la maturità dell'uva.
Per ovviare a queste carenze nella legge del 1971, oggi il VDP classifica i migliori vigneti in base alle proprie regole in 'VDP.Grosse Lage '( Grand cru ) e 'VDP.Erste Lage '( Premier cru ) basato sulle mappe fiscali prussiane del XIX secolo. La maggior parte di questi produttori di vino ha sede nelle regioni di Mosel, Pfalz e Franken.
La classificazione dei vini è stata riorganizzata dal 1º ° agosto 2009 dall'organizzazione del mercato del vino dell'UE. La tradizionale classificazione dei vini tedeschi è rimasta sostanzialmente invariata, poiché il sistema europeo segue il sistema relativo all'origine come in Germania e nella maggior parte delle aree della Francia ( AOC ). La protezione dell'indicazione geografica già esistente è stata trasmessa attraverso questa fase anche alla classificazione dei vini.

## Designazioni di qualità
Esistono due categorie principali di vino tedesco : vino da tavola e vino "di qualità".
Il vino da tavola comprende le denominazioni Deutscher Wein (precedentemente Tafelwein) e Landwein . A differenza dei presunti equivalenti di " Vin de Table " / " Vino da Tavola " e " Indicazione Geografica Tipica " / " Vin de Pays ", i livelli di produzione non sono elevati e questi vini vengono tipicamente esportati negli Stati Uniti.
Nel Baden, c'è una tendenza crescente a produrre vini di fascia alta come Landwein.
Il vino di qualità si divide in due tipologie:
Qualitätswein, o vino di qualità di una regione specifica.
Questo è il vino di una delle 13 regioni vinicole ( Anbaugebiete ) e la regione deve essere indicata sull'etichetta. È un livello base che rappresenta vini da bere tutti i giorni, per lo più poco costosi. Le uve sono ad un livello di maturazione piuttosto basso, con densità del mosto compresa tra 51 ° Oechsle e 72 ° Oechsle. La gradazione alcolica del vino deve essere almeno del 7% in volume, e spesso viene utilizzata la zuccheratura (ovvero l'aggiunta di zucchero al succo d'uva non fermentato per aumentare il grado alcolico finale, che non altera in alcun modo la dolcezza).
Il Qualitätswein va dal secco al semi-dolce, e lo stile è spesso indicato sull'etichetta, insieme alla designazione Qualitätswein e alla regione. Alcuni vini secchi di alto livello sono ufficialmente Qualitätswein anche se si qualificherebbero come Prädikatswein. Tutti i vini secchi prodotti dai membri dell'associazione VDP sono sempre dichiarati Qualitätswein.
Prädikatswein, o vino di qualità superiore.
Conosciuto come Qualitätswein mit Prädikat (QmP) (vino di qualità con attributi specifici) fino ad agosto 2007, questo è il livello massimo per un vino tedeschi. Mostrano in modo ben visibile un Prädikat (designazione del livello di maturità) sull'etichetta e possono non essere zuccherati aggiuntivamente.
I Prädikatswein variano da secco a intensamente dolce, ma, a meno che non sia specificamente indicato che il vino è secco o semi-secco, questi vini contengono sempre una notevole quantità di zucchero residuo. Il Prädikatswein deve essere prodotto da varietà consentite in una delle 39 sottoregioni (Bereich) delle 13 regioni vinicole, sebbene sia la regione piuttosto che la sottoregione ad essere tra le informazioni obbligatorie sull'etichetta. Alcune delle regioni più piccole, come il Rheingau, sono costituite da una sola sottoregione.
Le diverse denominazioni di Prädikat (vino di qualità superiore) utilizzate sono le seguenti, in ordine crescente dei livelli di zucchero nel mosto:
Kabinett
Vini leggeri a piena maturazione della vendemmia principale, tipicamente semi-dolci con buona acidità, ma possono anche essere secchi. Questo termine potrebbe aver avuto origine per indicare che se l'enologo sentiva che era abbastanza buono, lo metteva nel proprio armadietto piuttosto che offrirlo in vendita.
Spätlese -  "raccolto tardivo"
tipicamente semi-secco, spesso (ma non sempre) più dolce e fruttato del Kabinett. Le uve vengono raccolte almeno 7 giorni dopo la normale vendemmia, quindi sono più mature. Anche se l'attesa per la raccolta dell'uva comporta il rischio che il raccolto venga rovinato dalla pioggia, nelle annate calde in zone adeguate, gran parte del raccolto può raggiungere il livello di Spätlese. Lo Spätlese può essere un vino secco relativamente corposo se designato così. Anche se Spätlese significa vendemmia tardiva, il vino non è dolce come un vino da dessert, il termine "vendemmia tardiva" è spesso usato nei vini statunitensi.
Auslese -  "raccolto selezionato"
ottenuto da grappoli molto maturi, selezionati a mano, tipicamente semidolci o dolci, talvolta con qualche carattere della muffa nobile (Botrytis cinerea).  L'Auslese può anche essere trasformato in un corposo vino secco, anche se la denominazione Auslese trocken è stata scoraggiata dopo l'introduzione di Grosses Gewächs. Auslese è il Prädikat che copre la più ampia varietà di stili di vino e può essere anche un vino da dessert.
Beerenauslese - "raccolto selezionato di bacche"
ottenuto da uve molto più mature, selezionate singolarmente da grappoli e spesso colpite da muffe nobili, che ne fanno un ricco vino dolce da dessert .
Trockenbeerenauslese - "raccolto selezionato di bacche secche" o "selezione di bacche secche"
ottenuto da selezionate uve extra-mature appassite spesso colpite da muffe nobili che danno vita a vini dolci estremamente ricchi. "Trocken" in questa frase dunque si riferisce all'uva che viene appassita sulla vite piuttosto che al vino risultante.
Eiswein - "vino di ghiaccio"
fatto con uve che sono state naturalmente congelate sulla vite, ottenendo un vino molto concentrato. Deve raggiungere almeno lo stesso livello di zucchero nel mosto di un Beerenauslese. L'Eiswein più classico è fatto utilizzando uve non affette da muffa nobile . Fino agli anni '80, la denominazione Eiswein era utilizzata in combinazione con un altro Prädikat (che indicava il livello di maturazione delle uve prima del congelamento), ma ora è considerato un Prädikat a sé stante.
In ogni caso ciò non determina necessariamente la dolcezza del vino finale, perché l'enologo può scegliere di fermentare completamente il vino o lasciare che rimangano degli zuccheri residui.

## Designazioni speciali
In alcune regioni vengono applicate regole aggiuntive per la classificazione del vino. Queste denominazioni speciali rappresentano delle caratteristiche peculiari.

### Dolcezza del vino

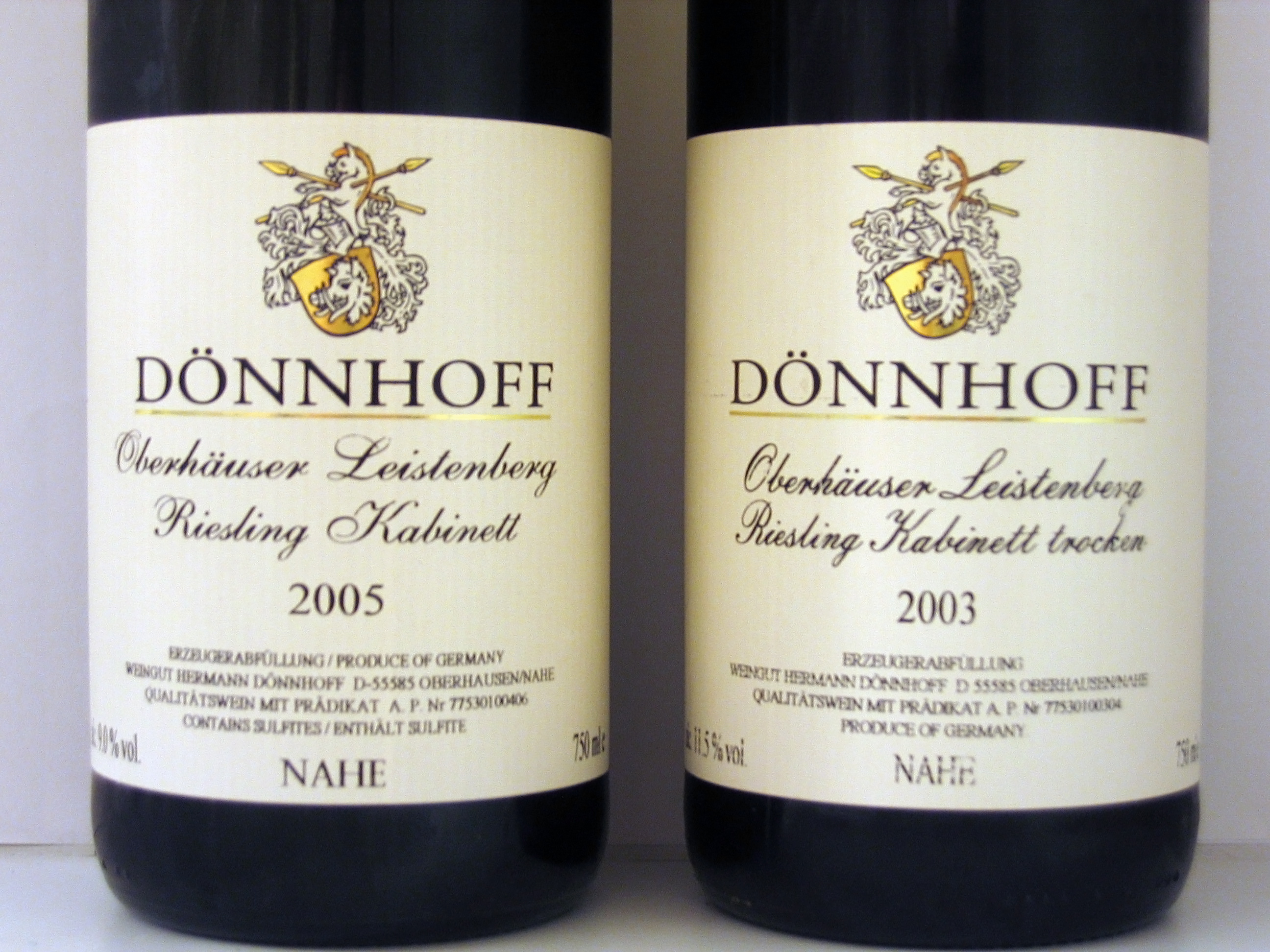
Una bottiglia di Kabinett e una bottiglia di Kabinett trocken dello stesso produttore e vigneto, che mostrano come il contenuto di zucchero del vino finito può essere indicato su un'etichetta di vino tedesco.

Il contenuto di zucchero nel vino finito può essere indicato dalle seguenti denominazioni per Qualitätswein e Prädikatswein. Per i vini spumanti (Sekt), vengono utilizzate le stesse denominazioni, ma hanno un significato diverso.
- Trocken (secco) - la quantità di zucchero consentita è di 4 grammi sul litro, per vini a bassa acidità fino a 9 grammi su litro per vini ad alta acidità
- Halbtrocken (semisecco) - la quantita di zucchero consentita è di 12 grammi su litro fino a 18 grammi su litro per vini ad alta acidità
- Feinherb - questa designazione non è regolata con precisione, leggermente più dolce del semisecco
- Lieblich, mild, restsüß (semidolce) - non presenta specificazione, è il vino standard se non sono presenti designazioni extra sulla bottiglia
- Süß, edelsüß (dolce) - non presenta specificazione, è il vino standard se non sono presenti designazioni extra sulla bottiglia.

### Colore
Ci sono anche designazioni di colore che possono essere utilizzate sull'etichetta:
Weißwein - vino bianco
Può essere prodotto solo da varietà bianche. Questa designazione è usata raramente.
Rotwein - vino rosso
Può essere prodotto solo da varietà rosse con macerazione sufficiente per rendere il vino rosso. A volte viene utilizzato per la chiarificazione se il produttore produce anche rosati dello stesso vitigno.
Roséwein - vino rosato
Prodotto da varietà rosse con una macerazione più breve, il vino deve avere colore rosso chiaro o rosso chiaro.
Weißherbst - vino rosato o blanc de noirs
Un vino rosato che deve essere conforme a regole speciali: deve essere Qualitätswein o Prädikatswein, monovarietà ed essere etichettato con il nome varietale. Non ci sono restrizioni sul colore del vino, quindi vanno dall'oro pallido al rosa intenso. Anche i vini Weißherbst vanno dal secco al dolce, come ad esempio l'eiswein rosè di Pinot nero.

### Maturazione extra o qualità superiore
Alcuni produttori utilizzano anche denominazioni aggiuntive per denotare la qualità o il livello di maturità all'interno di un Prädikat. Questi sono al di fuori del campo di applicazione della legge tedesca sul vino. Soprattutto per l'Auslese, che può coprire una vasta gamma di livelli di dolcezza, la presenza di una qualsiasi di queste denominazioni tende a indicare un vino dolce da dessert piuttosto che un vino semidolce. Queste designazioni sono tutte non regolamentate.
Goldkapsel - capsula d'oro
Una capsula o un foglio d'oro sulla bottiglia. Indica un vino considerato migliore dal produttore. Di solito significa un Prädikatswein più dolce o più intenso, oppure indica un vino superiore, prodotto in un'area più piccola.
Stelle (*, ** o ***)
Di solito significa che un Prädikatswein è stato raccolto a un livello di maturità superiore al minimo richiesto e può significare che il vino è più dolce o più intenso.
Numeri Fuder
Solitamente indicato per vini migliori e spesso i numeri sono disposti in un certo ordine logico, sebbene non sia necessario che gli stessi numeri ritornino in ogni annata. Questa pratica sembra essere più comune per i vini semi-dolci e dolci nella regione della Mosella.

### Tipi di vino speciali e regionali
Ci sono anche una serie di specialità e vini regionali, considerati come versioni speciali di alcune categorie di qualità. Ecco qui alcuni di loro:
Liebfraumilch o Liebfrauenmilch
Qualitätswein semidolce del Rheingau, Nahe, Rheinhessen o Pfalz, costituito per almeno il 70% dalle varietà Riesling, Müller-Thurgau, Silvaner o Kerner. In pratica c'è molto poco Riesling in Liebfraumilch, e non può riportare una designazione della varietà sull'etichetta. Liebfraumilch è probabilmente il tipo di vino più famoso della Germania ed è in linea di principio una denominazione di vino di media qualità sebbene più comunemente percepito come un vino di bassa qualità, sia nei confini nazionali che al di fuori.
Moseltaler
Una cuvée di Qualitätswein semi-secca / semidolce proveniente dalla regione vinicola della Mosel (Moseltal è la Valle della Mosella in tedesco) ottenuta dalle seguenti varietà di uva bianca: Riesling, Müller-Thurgau, Elbling e Kerner. Può non riportare una designazione di varietà sull'etichetta ed essere venduto con una etichetta uniforme. Deve avere un residuo zuccherino di 15-30 grammi per litro e un'acidità minima di 7 grammi per litro. In linea di massima si può considerare un Liebfraumilch della Mosella.
Rotling
Un vino prodotto da una miscela di varietà rosse e bianche. Un Rotling deve avere colore rosso chiaro o rosso chiaro
Schillerwein
Un Rotling della regione vinicola del Württemberg, che deve essere Qualitätswein o Prädikatswein.
Badisch Rotgold
Un Rotling della regione vinicola del Baden, che deve essere Qualitätswein o Prädikatswein. Deve essere prodotto con Grauburgunder e Spätburgunder e le varietà devono essere specificate sull'etichetta.

### Nuove classi di vini
Ci sono due classi di vini che hanno status ufficiale in tutte e 13 le Anbaugebiete e una classe regionale rispettivamente in Rheinhessen e Rheingau.
Classico
Introdotto con l'annata 2000, Classic è in linea di principio un Qualitätswein, secco o leggermente secco, conforme a standard leggermente più elevati. Deve essere ottenuto da varietà considerate classiche nella regione, avere un potenziale alcolico almeno dell'1% (o 8 ° Oe) superiore ai requisiti minimi per la sua varietà e regione e avere un livello alcolico minimo di 12,0% in volume, tranne che in Mosella, dove il livello minimo è dell'11,5%. Il livello massimo di zucchero è il doppio del livello di acidità, ma non più di 15 grammi per litro.

Riesling Hochgewächs
Letteralmente significa "crescita alta". Un riesling con una gradazione alcolica naturale di almeno 1,5 punti percentuali superiore al requisito minimo di Qualitätswein per l'Anbaugebiet. Inoltre, il vino deve ottenere una media di almeno 3 punti nell'esame ufficiale del vino (Amtliche Weinprüfung).
Selezione Rheinhessen
Un vino ottenuto da uve raccolte a mano, completamente mature (min. 90 ° Oechsle) provenienti da un unico vigneto in Rheinhessen. Le uve devono essere tipiche della regione (Silvaner, Riesling, Weißburgunder, Grauburgunder, Gewürztraminer, Portugieser, Frühburgunder o Spätburgunder) e il vino deve superare una prova sensoriale.
Rheingau Grosses Gewächs
Letteralmente significa "grande crescita Rheingau". Limitato alla regione del Rheingau attraverso il decreto statale sul vino dell'Assia, ufficialmente può essere un Riesling secco (min. 12% alc.) o Spätburgunder (min. 13% alc.) Proveniente da vigneti classificati. Il vino deve superare una prova di degustazione da parte del comitato di revisione. Sostituisce la denominazione Erstes Gewächs a partire dall'annata 2018 ed è stilizzata come RGG sull'etichetta del vino.
Charta Riesling
Un Rheingau 100% Riesling di qualità Qualitätswein o Prädikatswein con uno zucchero residuo compreso tra 9-18 grammi / litro e un'acidità minima di 7,5 grammi / litro. I vini devono raggiungere densità di mosto di partenza superiori a quelli previsti dalla normativa e devono essere sottoposti a verifica sensoriale da parte di un apposito panel (oltre alla procedura APNr.).

## Classificazione geografica
La classificazione geografica è diversa per Landwein, Deutscher Wein, Qualitätswein e Prädikatswein.

### Classificazione geografica per Deutscher Wein (ex Tafelwein) e Landwein
Ci sono sette regioni del Deutscher Wein: Rhein-Mosel, Bayern, Neckar, Oberrhein, Albrechtsburg, Stargarder Land e Niederlausitz. Questi sono divisi in una serie di sottoregioni, che a loro volta sono divise in 19 regioni Landwein (che devono essere trocken o halbtrocken in stile). Manca una regione Landwein per Franken. I nomi dei singoli vigneti non vengono utilizzati per Deutscher Wein o Landwein. Deutscher Wein deve essere al 100% di origine tedesca, o altrimenti deve essere indicata sull'etichetta il paese UE di provenienza delle uve. Lo spumante prodotto a livello di Deutscher Wein è spesso etichettato come Deutscher Sekt ed è ottenuto da uve completamente tedesche.

### Classificazione geografica per Qualitätswein e Prädikatswein
Esistono quattro livelli di classificazione geografica e ogni livello di classificazione può essere utilizzato sull'etichetta di Qualitätswein e Prädikatswein:
- Anbaugebiet, regioni vinicole, di cui ci sono 13. Anbaugebiet è sempre indicato sull'etichetta di Qualitätswein e Prädikatswein.
- Bereich, distretto, di cui ci sono 39. Ogni Anbaugebiet è diviso in uno o più "Bereiche".
- Großlage, area collettiva, che è un nome collettivo per un gruppo di singoli vigneti, e sono circa 170.
- Einzellage, vigneto singolo, di cui se ne contano circa 2 600.

I nomi di Großlagen e Einzellagen sono sempre accompagnati al nome del luogo, o del comune, dove si produce del vino. Non è possibile distinguere un Großlage da un Einzellage solo guardando l'etichetta del vino. Alcuni esempi di come appaiono i nomi sulle etichette:
- Il vigneto Sonnenuhr (che significa " meridiana ") nel villaggio di Wehlen lungo la Mosella è designato come Wehlener Sonnenuhr .
- Il vicino villaggio di Zeltingen ha anche un vigneto chiamato Sonnenuhr, e apparirà sull'etichetta come Zeltinger Sonnenuhr .
- Entrambi questi vigneti appartengono al Großlage Münzlay, che è assegnato al villaggio Wehlen. Un vino di uno di questi vigneti, o una miscela di entrambi, può essere venduto con il nome Wehlener Münzlay .
- Questi vigneti si trovano all'interno di Bereich Bernkastel, che fornisce un'ulteriore scelta per l'etichettatura.
- È anche possibile etichettare semplicemente il vino come vino dell'Anbaugebiet Mosel .

Ci sono alcune eccezioni alla regola che un villaggio deve essere indicato insieme al nome del vigneto, come alcuni vigneti storici. Ne sono un esempio lo Schloss Johannisberg nel Rheingau e lo Scharzhofberg lungo la Saar. Hanno le stesse dimensioni di un tipico Einzellage e potrebbero essere pensati come Einzellagen che erano così famosi da essere esentati dal mostrare il nome del villaggio.